# Xenolepis
Xenolepis är ett släkte av fjärilar. Xenolepis ingår i familjen vecklare.
Kladogram enligt Catalogue of Life:
| Xenolepis | \| \| Xenolepis dolichoschiza \| \| \| \| \| \| Xenolepis gabina \| \| \| \| |
|           | \| \| Xenolepis dolichoschiza \| \| \| \| \| \| Xenolepis gabina \| \| \| \| |
|           | Xenolepis dolichoschiza                                                      |
|           |                                                                              |
|           | Xenolepis gabina                                                             |
|           |                                                                              |